# Brigita Drnovšek Olup
Brigita Drnovšek-Olup, slovenska zdravnica oftalmologinja.
Leta 1979 je diplomirala iz splošne medicine na ljubljanski medicinski fakulteti. Specializacijo iz oftalmologije je opravila 1987 na Očesni kliniki Univerzitetnega kliničnega centra v Ljubljani (UKC) in leta 1991 magistrirala iz oftalmologije na zagrebški medicinski fakulteti. Doktorirala je 1995 na Medicinski fakulteti v Ljubljani. Službovala je na ljubljanski očesni kliniki. Svet Univerzitetnega kliničnega centra v Ljubljani jo je 16. aprila 2009  imenoval za Strokovno direktorico ljubljanskega UKC.